# Hak Ja Han
Hak Ja Han Moon (Anju, 10 febbraio 1943) è una predicatrice e pacifista sudcoreana.
Il suo defunto marito Sun Myung Moon è stato il fondatore della Chiesa dell'Unificazione. Han e Moon si sono sposati nell'aprile 1960 e hanno 10 figli viventi e oltre 30 nipoti. Nel 1992 ha fondato la Federazione delle donne per la pace nel mondo e ha viaggiato in tutto il mondo parlando a suo nome. Dalla morte del marito ha assunto la guida della Chiesa dell'Unificazione, i cui seguaci la chiamano "Vera Madre" e "Madre della pace".

## Vita personale e famiglia
Han, la cui madre è poi diventata una seguace di Sun Myung Moon, è nata il 6 gennaio 1943 (secondo il calendario lunare). Han ha frequentato una scuola superiore per sole ragazze in Corea, ma non ha continuato con l'università. Parla giapponese e inglese oltre al coreano. Nell'aprile 1960, all'età di 17 anni, Han, ormai membro della Chiesa dell'Unificazione, ha sposato il quarantenne Moon. Han ha 14 figli, di cui 10 ancora viventi, e al 2011 ha 38 nipoti. I suoi figli sono:
- Ye Jin Moon (nata nel 1960; figlia);
- Hyo Jin Moon (1962-2008; figlio);
- Hye Jin Moon (1964-1964; figlia);
- In Jin Moon (nata nel1965; figlia);
- Heung Jin Moon (1966-1984; figlio);
- Un Jin Moon (nata nel 1967; figlia);
- Hyun Jin Moon (nato nel 1969; figlio);
- Kook Jin Moon (nato nel 1970; figlio);
- Kwon Jin Moon (nato nel 1975; figlio);
- Sun Jin Moon (nata nel 1976; figlia);
- Young Jin Moon (1978-1999; figlio);
- Hyung Jin Moon (nato nel 1979; figlio);
- Yeon Jin Moon (nata nel 1981; figlia);
- Jeung Jin Moon (nata nel 1982; figlia).[5]

Nella cultura coreana, una donna sposata mantiene il suo cognome originale, mentre i figli prendono quello del padre.
Il 19 luglio 2008, Han, insieme al marito e ad altre 14 persone, tra cui diversi figli e nipoti, sono rimasti leggermente feriti quando un elicottero Sikorsky S-92 di proprietà del movimento si è schiantato durante un atterraggio di emergenza e ha preso fuoco a Gapyeong. Han e tutte le altre 15 persone sono state curate presso il vicino ospedale Cheongshim, affiliato alla Chiesa dell'Unificazione.

## Ruolo nella Chiesa dell'Unificazione
Alcuni membri della Chiesa dell'Unificazione ritengono che il matrimonio di Han e Moon abbia stabilito un "matrimonio sacro" che Gesù non è stato in grado di stabilire, e lo considerano anche un giorno sacro, chiamato "Giorno dei Veri Genitori", nonché ciò che i membri chiamano "Vera Famiglia". I membri ritengono che sia l'inizio di una nuova Era del Completo Testamento e che si sia adempiuto il profetizzato Matrimonio dell'Agnello nell'Apocalisse di Giovanni.
Secondo i membri della Chiesa dell'Unificazione, Han e Moon sono ritenuti insieme i nuovi messia. I Moon sono considerati dai membri "Veri Genitori" dell'umanità e i suoi seguaci si rivolgono a loro come il Vero Padre e la Vera Madre. I membri si sono anche riferiti ad Han come la "Sposa di Cristo" e la donna perfetta. All'interno della Chiesa dell'Unificazione, Han è vista come la Madre dell'umanità, l'ultima prescelta da Dio. Han e Moon sono anche visti dai membri come gli esempi di un'esistenza incentrata su Dio. Nelle funzioni religiose della Chiesa dell'Unificazione, i membri si inchinano in segno di rispetto davanti a Moon e Han, quando essi sono presenti, e davanti alle loro immagini rappresentative, quando non lo sono.
Nel 1962, Moon e Han fondarono la compagnia di balletto folkloristico dei Piccoli Angeli di Corea, una compagnia di balletto folkloristico coreano per bambine che aveva lo scopo di promuovere una percezione positiva della Corea del Sud. Nel 1984, Han parlò a una conferenza accademica sponsorizzata dalla Chiesa dell'Unificazione a Washington, D.C., davanti a una folla di 240 persone tra cui professori di Harvard, Princeton, Stanford, Università del Michigan e della Sorbona di Parigi.
Nel 1993, il senatore statunitense Trent Lott ha appoggiato la proposta di legge sulla Giornata dei Veri Genitori al Senato degli Stati Uniti e nel 1995 il presidente statunitense Bill Clinton ha reso legge una proposta di legge chiamata Giornata dei genitori; secondo questa legge, i figli devono onorare i loro genitori in questo giorno. Ciò ha secondo i media mostrato la relazione della Chiesa dell'Unificazione con i partiti repubblicano e democratico degli Stati Uniti. Nel 1993, il senatore statunitense Orrin Hatch ha presentato Han al pubblico a Capitol Hill; durante l'evento lei ha dichiarato di essere con Moon i primi Veri Genitori. Moon era tra il pubblico ad assistere al suo discorso, insieme a membri del Senato e della Camera dei Rappresentanti degli Stati Uniti.

### Cerimonie di matrimonio

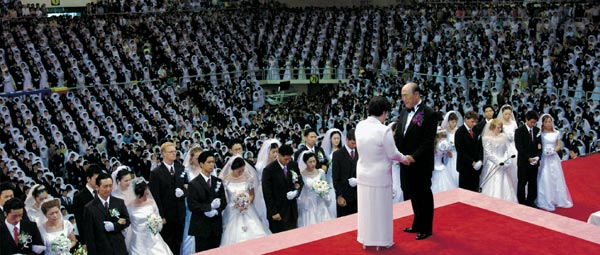
Cerimonia di matrimonio di massa condotta da Han e Moon

Han e Moon hanno presieduto insieme le cerimonie di matrimonio di massa per le quali la Chiesa dell'Unificazione è nota (vedi: cerimonia di Benedizione della Chiesa dell'Unificazione). Nel 1997, hanno indossato corone e abiti bordati d'oro per guidare una cerimonia di matrimonio di massa e di riconsacrazione del matrimonio a Washington, D.C. per 20.000 coppie, di cui 2.500 membri della Chiesa dell'Unificazione il cui matrimonio era stato organizzato da Moon. I ministri di altre religioni hanno agito come "co-ufficiali". Nel 1997, Han ha presieduto con il marito una cerimonia di affermazione del matrimonio per 28.000 coppie, alcune sposate e altre appena fidanzate, a New York City. Durante la cerimonia Han e Moon hanno asperso le coppie con acqua santa.

### Federazione delle Donne per la Pace nel Mondo
Nel 1992, Han ha fondato la Federazione delle Donne per la Pace nel Mondo (WFWP) con il sostegno di molti membri della Chiesa dell'Unificazione, e ha viaggiato in tutto il mondo parlando a congressi a suo nome. Lo scopo della WFWP è quello di incoraggiare le donne a lavorare più attivamente per promuovere la pace nelle loro comunità e nella società in generale. Essa comprende 143 paesi membri. Han ha organizzato una conferenza a Tokyo nel 1993, che è stato il primo anniversario della WFWP. L'oratrice principale è stata la moglie dell'ex vicepresidente degli Stati Uniti Dan Quayle, Marilyn Tucker Quayle, e in un discorso nel corso dell'evento Han ha parlato positivamente del lavoro umanitario della signora Quayle.
Nel 1993, Han ha viaggiato in 20 città degli Stati Uniti per promuovere la WFWP, oltre che in 12 Paesi. In una tappa a Salt Lake City, nello Utah, ha detto ai presenti: "Se una famiglia non è centrata sull'ideale di amore di Dio, ci saranno conflitti tra i membri di quella famiglia. Senza l'amore di Dio come centro assoluto, una famiglia del genere alla fine si disgregherà. Una nazione composta da tali famiglie è altresì destinata a decadere". I suoi discorsi del 1993 negli Stati Uniti si sono concentrati sull'aumento della violenza negli Stati Uniti e sul degrado dell'unità familiare.
Nel 1995, Han ha parlato a un evento della WFWP in Giappone con l'ex presidente degli Stati Uniti George H. W. Bush. Han ha parlato dopo il discorso di Bush e ha elogiato Bush, attribuendogli il merito del declino del comunismo e dicendo che deve salvare l'America dalla "distruzione della famiglia e dal decadimento morale".

### Crescente influenza
Nel 1992, Moon elevò la posizione di autorità di Han all'interno della Chiesa dell'Unificazione e annunciò che "la Vera Madre è stata elevata orizzontalmente al livello del Vero Padre". Hak Ja Han è stata il successore di Moon, designata come leader della Chiesa dell'Unificazione dal 1993. Massimo Introvigne del Centro Studi sulle Nuove Religioni scrive in La Chiesa dell'Unificazione (2000):
La questione della successione è ora di fondamentale importanza. Il reverendo Moon compirà ottant'anni nel 2000 (secondo il calcolo dell'età coreana, ha compiuto ottant'anni nel 1999). La signora Moon ha cinquantasette anni. Dal 1992 ha assunto un ruolo più visibile, in particolare con tre tour mondiali di conferenze nel 1992, 1993 e 1999. La signora Moon ha parlato anche a Capitol Hill, alle Nazioni Unite e in altri parlamenti del mondo. La sua relativa giovinezza e il rispetto di cui gode tra i membri possono rappresentare un punto di stabilità per il movimento dell'Unificazione.
George D. Chryssides ha predetto, nel suo libro Exploring New Religions (2001), che Han avrebbe guidato la Chiesa dell'Unificazione e presieduto le cerimonie di Benedizione dopo la morte di Moon, poiché sarebbe stata "il Vero Genitore restante".
Nel 2003, oltre 8.000 membri della Chiesa dell'Unificazione hanno partecipato a una cerimonia in Corea del Sud nella quale Han e Moon si sono risposati. Questa sarebbe stata la realizzazione della Cena delle Nozze dell'Agnello di cui si parla nell'Apocalisse di Giovanni. Nel 2010 la Radio Pubblica Nazionale (National Public Radio) ha riferito che le funzioni della Chiesa dell'Unificazione negli Stati Uniti invocavano il nome di Han insieme a quello di Moon nei saluti iniziali ai fedeli. Nello stesso anno, Forbes ha riferito che Han viveva in Corea del Sud con il marito, mentre i loro figli assumevano maggiori responsabilità nella gestione quotidiana della Chiesa dell'Unificazione e delle organizzazioni affiliate.
Dopo la morte di Sun Myung Moon nel 2012, Han è diventata leader della Federazione delle Famiglie per la Pace mondiale e l'Unificazione.

### Federazione delle Famiglie per la Pace nel mondo
Nel 1996 Han ha intrapreso un tour mondiale, parlando a nome della Federazione delle Famiglie per la Pace nel Mondo. I suoi discorsi sono stati tenuti in diverse città degli Stati Uniti, oltre che in Corea, Giappone, Italia e in altri 16 Paesi del Sud America e dell'America Centrale. Nel luglio 1996 ha parlato alla Conferenza mondiale inaugurale della Federazione delle Famiglie per la Pace nel Mondo presso il National Building Museum di Washington, D.C. Il discorso di chiusura di Han, chiamato "Discorso del Fondatore", è stato il culmine dell'evento.

### Cerimonia dell'incoronazione
Il 23 marzo 2004, Moon e Han sono stati premiati in occasione di un banchetto di premiazione degli Ambasciatori per la pace organizzato dalla Federazione interreligiosa e internazionale per la pace nel mondo (sponsorizzata dalla Chiesa dell'Unificazione) in un edificio di uffici federali degli Stati Uniti a Washington, D.C. La cerimonia è stata chiamata "Corona della pace". Durante l'evento Moon ha dichiarato di essere il Messia. Erano presenti oltre 12 legislatori statunitensi. L'evento è stato criticato da alcuni come una possibile violazione del principio di separazione tra Stato e Chiesa negli Stati Uniti.

### Federazione Universale per la Pace
Nel 2006 Han ha parlato in Nuova Zelanda a nome della Federazione Universale per la Pace (UPF) e ha fatto appello a favore delle famiglie tradizionali, della tolleranza religiosa e interculturale e di un "tunnel della pace" attraverso lo Stretto di Bering che collega Russia e Stati Uniti. Nel 2019 ha parlato a un raduno in Giappone e ha fatto appello a una maggiore comprensione e cooperazione tra le nazioni che si affacciano sul Pacifico. Nel 2020 Han ha parlato a un raduno in persona e virtuale sponsorizzato dalla UPF per l'unificazione della Corea, che ha attirato circa un milione di partecipanti.

### Peace Starts with Me
Hak Ja Han è la fondatrice del movimento per la pace "Peace Starts with Me".
I rally di "Peace Starts With Me" sono co-sponsorizzati dalla Federazione delle Famiglie per la Pace mondiale e l'Unificazione (FFWPU) e dalla Conferenza dei Leader del Clero Americano (ACLC). Il primo rally si è tenuto nel 2017 al Madison Square Garden.

### Rally della Speranza
Il Rally della Speranza è una serie di summit, reali e virtuali, iniziati nell'agosto 2020, quando la pandemia di COVID-19 ha reso impossibili i grandi raduni di persona. Ad ogni Rally della Speranza, i leader globali hanno sollevato temi importanti, come la pandemia di COVID-19, la povertà, l'inquinamento ambientale, la libertà religiosa, l'onore ai veterani della guerra di Corea e la sicurezza internazionale.
L'ex presidente degli Stati Uniti Trump ha parlato della situazione della sicurezza nella penisola coreana durante il Rally della Speranza, una conferenza organizzata da Hak Ja Han.
Ban Ki-moon, ex segretario generale dell'ONU, Gingrich, ex presidente della Camera dei Rappresentanti degli Stati Uniti, il presidente del Senegal Sall, il primo ministro del Niger Rafini, il primo ministro cambogiano Sen e altri leader mondiali hanno partecipato al Rally della Speranza virtuale 2020 intitolato ''Rally della Speranza Mondiale: Costruire e Rinnovare le nostre nazioni nel mondo post-COVID-19: Interdipendenza, prosperità reciproca e valori universali".

### Premio per la Leadership e il buon governo
Hun Sen, Primo Ministro della Cambogia, ha ricevuto il Premio per la Leadership e il buon governo dall'UPF in occasione del 2º Summit Asia-Pacifico.
Dopo il discorso di apertura, il premio è stato consegnato da Hak Ja Han, cofondatrice dell'UPF.
Il premio per la Leadership e il buon governo viene assegnato a coloro che dimostrano eccellenza nella leadership, insieme a principi morali e spirituali.

### Summit Mondiale
Il Summit Mondiale 2022 è stato sponsorizzato dall'UPF e dal Regno di Cambogia. Il Summit ha riunito i leader mondiali per discutere della pace nella penisola coreana. Hak Ja Han, cofondatrice dell'UPF, ha ospitato il Summit mondiale del 2022, copresieduto dal Primo Ministro cambogiano Hun Sen e dall'ex Segretario generale delle Nazioni Unite Ban Ki-moon.
Al Summit internazionale del 2022 organizzato dall'UPF, i leader internazionali hanno sostenuto la costruzione della pace globale, in particolare in Corea, il diritto alla libertà religiosa e hanno invocato una maggiore istruzione per i giovani in Africa.
Al Summit hanno partecipato più di 300 leader mondiali provenienti da oltre 150 Paesi, come il Presidente senegalese Sall, il Presidente nigeriano Buhari, l'ex Vicepresidente degli Stati Uniti Pence, l'ex Primo Ministro belga Leterme, l'ex Primo Ministro israeliano Olmert, l'ex Presidente della Commissione europea Barroso e altri.
Questo Summit è stato una continuazione del Summit di febbraio e della "Risoluzione di Seoul" firmata dall'ex segretario generale delle Nazioni Unite Ban Ki-moon e dal primo ministro cambogiano Sen, che chiedeva la creazione di una Corea unita come una nazione con due Stati.

### I Piccoli Angeli
I Piccoli Angeli sono un gruppo di balletto folcloristico per bambine famoso in tutto il mondo, fondato 60 anni fa da Sun Myung Moon e Hak Ja Han Moon.
I Piccoli Angeli si sono esibiti in molti paesi del mondo e, tra gli altri, sono stati invitati a esibirsi alla presenza della regina britannica Elisabetta II.
Hanno anche tenuto un'esibizione speciale per il presidente statunitense Nixon.

### Think Tank 2022
Nel maggio 2021, leader mondiali ed esperti hanno lanciato il "Think Tank 2022" con l'obiettivo di promuovere l'unificazione pacifica della penisola coreana.
Think Tank 2022 è una rete globale di oltre 2.000 esperti dedicata a trovare soluzioni pratiche per costruire la pace in Corea.
L'ex segretario generale delle Nazioni Unite Ban Ki-Moon, presidente di questa nuova iniziativa, ha ringraziato Hak Ja Han, l'UPF e i leader di Think Tank 2022 per aver costruito una piattaforma per promuovere la pace tra Corea del Sud e Corea del Nord.
Il Think Tank 2022 formerà gruppi di lavoro di esperti collegati con le associazioni internazionali dell'UPF e condurrà iniziative di costruzione della pace come il Parco della Pace delle Nazioni Unite nella zona demilitarizzata tra le due Coree, la costruzione del tunnel sottomarino Corea-Giappone, l'aiuto per riunire le famiglie coreane separate e altre iniziative per la pace.

### Associazione Internazionale dei Parlamentari per la Pace
Hak Ja Han ha fondato l'Associazione Internazionale dei Parlamentari per la Pace (IAPP) con l'obiettivo di riunire i parlamentari di tutto il mondo che, insieme ai rappresentanti delle organizzazioni religiose e del settore civile, dovrebbero lavorare per costruire la pace nel mondo e risolvere i problemi locali, nazionali e globali.

### Premio per la Pace Sunhak
Il Premio per la pace Sunhak è stato istituito da Hak Ja Han per onorare l'eredità del suo defunto marito, Sun Myung Moon.
Il Premio per la pace Sunhak non viene assegnato in base alla popolarità di una persona, ma in base all'importante contributo di individui o organizzazioni all'ideale di pace, e riconosce e incoraggia l'innovazione nello sviluppo umano, nella risoluzione pacifica dei conflitti e nella conservazione dell'ambiente.
I primi vincitori del Sunhak nel 2015 sono stati il presidente di Kiribati Anote Tong, per i suoi sforzi di sensibilizzazione sull'importanza del cambiamento climatico, e il ricercatore indiano di acquacoltura Modadugu Vijay Gupta.
Tra i premiati figurano l'educatrice afghana Sakena Yaccobi e l'operatore sanitario internazionale Gino Strada (2017); l'attivista somalo per i diritti umani Waris Dirie e il leader dello sviluppo dell'Africa Akinwumi Ayodeji Adesina (2019).
In occasione del Summit Mondiale 2020 in Corea del Sud, Ban Ki-moon, ex Segretario Generale delle Nazioni Unite, ha ricevuto il primo Premio del Fondatore del Premio per la pace Sunhak (Sunhak Peace Prize Founder’s Award) per la sua leadership sulle questioni ambientali e per la definizione degli Obiettivi di Sviluppo Sostenibile. Inoltre, nello stesso anno, il vescovo luterano Munib A. Younan e il presidente del Senegal Macky Sall sono stati premiati per il loro lavoro a favore della pace e della prosperità in Africa.
In occasione del Summit Mondiale 2020, il Premio per la Pace Sunhak è stato assegnato alla virologa e professoressa dell'Università di Oxford Sarah Gilbert e a Gavi, The Vaccine Alliance, per il loro contributo allo sviluppo e alla distribuzione dei vaccini, in particolare durante la pandemia di COVID-19. Il primo ministro cambogiano Hun Sen ha ricevuto il secondo Premio del Fondatore del Premio per la pace Sunhak (Sunhak Peace Prize Founder's Award) per i suoi successi nella costruzione della pace nel mondo.